# Distrito de Reutte
El distrito de Reutte es un distrito político del estado de Tirol (Austria). La capital del distrito es la ciudad de Reutte. 
El distrito limita con Baviera (Alemania) al norte, con los distritos de Imst y Landeck al sur, y al oeste con los distritos de Bregenz y Bludenz.
Desde el punto de vista geográfico, el distrito incluye los valles de Lechtal, Tannheimer Tal y Zwischentoren. Entre las cadenas montañosas que se encuentran en el distrito están los Alpes Lechtal, las montañas Wetterstein, los Alpes Allgäu y las montañas Tannheim. Entre los lagos destacan el Plansee, el Heiterwanger See, el Haldensee, y el Vilsalpsee.

## Localidades (población año 2018)
- Bach 614
- Berwang 565
- Biberwier 628
- Bichlbach 788
- Breitenwang 1423
- Ehenbichl 824
- Ehrwald 2593
- Elbigenalp 889
- Elmen 373
- Forchach 259
- Gramais 45
- Grän 599
- Häselgehr 690
- Heiterwang 532
- Hinterhornbach 92
- Höfen 1200
- Holzgau 412
- Jungholz 301
- Kaisers 76
- Lechaschau 2108
- Lermoos 1156
- Musau 391
- Namlos 72
- Nesselwängle 455
- Pfafflar 112
- Pflach 1397
- Pinswang 412
- Reutte 6704
- Schattwald 437
- Stanzach 455
- Steeg 671
- Tannheim 1067
- Vils 1535
- Vorderhornbach 245
- Wängle 931
- Weißenbach am Lech 1250
- Zöblen 231